# Victor Friedrich von Solms-Sonnenwalde
Victor Friedrich Graf von Solms-Sonnenwalde, auch Viktor (geboren am 16. September 1730; gestorben am 24. Dezember 1783) war ein preußischer Diplomat und unter Friedrich II. preußischer Gesandter in Stockholm und Sankt Petersburg.

## Leben
Er war der Sohn des kursächsischen Kammerherrn Otto Wilhelm Graf zu Solms-Sonnenwalde und dessen Gemahlin Dorothea Sabine, geborene von Arnim. Sein Großvater mütterlicherseits, Georg Dietloff von Arnim-Boitzenburg war maßgeblich für seine Erziehung verantwortlich. So studierte Solms ab dem 20. März 1747 an der Universität in Frankfurt, 1749 an der in Leipzig. Nach dreijährigem Studium trat er in den preußischen Staatsdienst, wo er den Titel eines Legationsrats erhielt.
Auf Vorschlag der Minister Podewils und Finckenstein ernannte ihn Friedrich der Große 1755 zum außerordentlichen Gesandten am Königlichen Hof von Stockholm, wo er Helmuth Burchard von Maltzahn ablöste. In dieser Zeit war die Schwester Friedrichs II., Luise Ulrike, Königin in Schweden.
Aus Stockholm wurde er 1757 abberufen. 1762 erfolgte seine Entsendung an den Zarenhof in Russland, wo Peter III. durch Katharina gestürzt worden war. Er löste dort von der Goltz ab, der Peters Vertrauen genossen hatte. Solms blieb 17 Jahre als Gesandter in Sankt Petersburg, wo er engen Kontakt mit Katharina und ihrem Außenminister Panin aufbaute. 1764 ermöglichte er das Zustandekommen eines Bündnisses zwischen Russland und Preußen, wurde 1765 mit dem Alexander-Newski-Orden ausgezeichnet und hatte auch Anteil an der Ersten Polnischen Teilung 1772. Dafür erhielt er den preußischen Schwarzen Adlerorden. 
Aus gesundheitlichen Gründen trat Solms im Spätsommer 1779 als Gesandter zurück. Dem vorausgegangen waren vergebliche Bitten um Gehaltserhöhung, da er Preußen nicht wie von Panin erwartet repräsentieren könne. Als Botschafter außer Dienst wurde er von König Friedrich II. zum Oberhofmarschall ernannt. Außerdem bekleidete er die Würden eines Domherrn zu Halberstadt und zu Havelberg.

## Familie
Am 20. März 1754 heiratete Solms Wilhelmine Charlotte Gräfin von Dönhoff (1726–1794), Tochter von Alexander von Dönhoff. Aus der Ehe gingen drei Kinder hervor, ein Enkel war Wilhelm zu Solms-Sonnenwalde.
- Wilhelm Christian (1755–1799) ⚭ Friederike Christiane Elisabeth von Schlippenbach (1767–1843)
- Luise (1759–1811) ⚭ Georg von Arnim (1747–1828)